# Baku
Baku (tiếng Azerbaijani: Bakı, IPA: [bɑˈcɯ]) là thủ đô và thành phố lớn nhất của Azerbaijan, cũng như thành phố lớn nhất nằm bên bờ biển Caspi và vùng Kavkaz. Baku tọa lạc tại nơi có độ cao 28 mét (92 ft) dưới mực nước biển, khiến nó trở thành thủ đô thấp nhất thế giới và cũng là thành phố lớn nhất nằm dưới mực nước biển. Baku nằm bên bờ nam của bán đảo Absheron, dọc theo vịnh Baku. Năm 2009, dân số Baku được ước tính là hơn hai triệu người. Khoảng 25% dân số đất nước sống trong vùng đô thị Baku.
Baku được chia thành 7 quận hành chính (raion) và 48 thị trấn. Trong số này, có những thị trấn trên các đảo ở quần đảo Baku và thị xã Neft Daşları xây trên cọc ở biển Caspi, 60 km (37 mi) so với Baku. Trung tâm phố cổ Baku với cung điện của Shirvanshah và tháp Maiden đã được đưa vào di sản thế giới UNESCO năm 2000. Theo xếp hạng Lonely Planet thị Baku thuộc nhóm 10 điểm đến hàng đầu về cuộc sống về đêm.
Thành phố là trung tâm khoa học, văn hóa và công nghiệp của Azerbaijan. Nhiều cơ quan quy mô của quốc gia nằm ở đây, bao gồm Công ty dầu khí quốc gia Azerbaijan, nằm trong nhóm 100 công ty hàng đầu thế giới. Hải cảng thương mại quốc tế Baku nằm trên các đảo của về phía đông quần đảo Baku và phía bắc bán đảo Absheron có thể xử lý 2 tấn hàng rời và hàng khô mỗi năm.
Bởi những cơn gió mạnh và thô ráp, thành phố có biệt danh "Thành phố của gió" (Küləklər şəhəri).

## Từ nguyên
Baku từ lâu đã được viết trong bảng chữ cái Ba Tư-Ả Rập là باکو (Bākū). Các tài liệu tiếng Ả Rập ban đầu cũng gọi thành phố này là Bākuh và Bākuya, tất cả đều có vẻ bắt nguồn từ một cái tên tiếng Ba Tư. Nguồn gốc từ nguyên tiếp theo vẫn chưa rõ ràng.
Một từ nguyên dân gian xuất hiện vào thế kỷ 19 cho rằng "Baku" bắt nguồn từ tiếng Ba Tư بادکوبه (Bâd-kube, nghĩa là "thành phố bị gió đập", ghép từ bād mang nghĩa là gió, và kube, có nguồn gốc từ động từ کوبیدن kubidan, mang nghĩa "đập", do đó ám chỉ một nơi có gió mạnh dữ dội, như trường hợp của Baku, nơi được biết đến là nơi có những trận bão tuyết mùa đông dữ dội và gió mạnh). Tên gọi dân gian này (Badkubə trong chữ viết Azerbaijan hiện đại) đã trở nên phổ biến như một biệt danh cho thành phố vào thế kỷ 19 (ví dụ, nó được sử dụng trong ấn phẩm báo Akinchi, tập 1, số 1, trang 1), và cũng được phản ánh trong biệt danh hiện đại của thành phố là "Thành phố của Gió" (tiếng Azerbaijani: Küləklər şəhəri). Một từ nguyên dân gian khác và thậm chí ít khả thi hơn, rằng cái tên này bắt nguồn từ Baghkuy, có nghĩa là "thị trấn của Chúa". Baga (tiếng Ba Tư hiện đại là بغ bagh) và kuy là các từ tiếng Ba Tư cổ  lần lượt có nghĩa là "thần" và "thị trấn"; tên Baghkuy có thể được so sánh với Baghdād ("do Chúa ban tặng") trong đó dād là từ tiếng Ba Tư cổ có nghĩa là "cho".
Trong thời kỳ Azerbaijan là một quốc gia thuộc Liên Xô, thành phố được viết theo chữ Kirin là "Бакы" trong tiếng Azerbaijan (trong khi cách viết của tiếng Nga đương thời cho đến nay là "Баку", Baku). Từ năm 1991, cùng với việc chuyển dổi chữ viết sang chữ Latinh, tên thành phố được viết là Bakı. Sự thay đổi từ chữ cái Ba Tư-Ả Rập و (ū) sang chữ "ы" của chữ Kirin và sau đó là chữ "ı" trong chữ Latinh tương tự với các từ tiếng Azerbaijan khác (ví dụ, chữ قاپو qāpū, nghĩa là cửa, được viết thành qapı theo bảng chữ cái Latinh), vì و thường được dùng để biểu thị sự hài hòa nguyên âm trong tiếng Azerbaijan, tương tự với bảng chữ cái Ả Rập được sử dụng để viết tiếng Thổ Nhĩ Kỳ Ottoman.

## Kinh tế
Ngành công nghiệp lớn nhất của Baku là dầu khí và xuất khẩu dầu khí có một đóng góp lớn để cân bằng cán cân thanh toán của Azerbaijan. Sự hiện diện của dầu khí tại khu vực đã được biết đến từ thế kỷ thứ 8. Trong thế kỷ thứ 10, lữ hành gia Ả Rập, Marudee, báo cáo rằng dầu cả hai màu trắng và đen được chiết xuất tự nhiên từ Baku. Vào thế kỷ 15, dầu dùng cho thắp đèn này được thu thập bằng cách đào tay từ các giếng bề mặt. Khai thác thương mại bắt đầu vào năm 1872, và đầu thế kỷ 20, các mỏ dầu Baku là lớn nhất thế giới. Đến cuối thế kỷ 20 nhiều dầu khí trên bờ đã cạn kiệt, và việc khoan thăm dò đã mở rộng ra ngoài khơi biển. Đến cuối thế kỷ 19 công nhân lành nghề và chuyên gia đổ xô đến Baku. Đến năm 1900 thành phố có hơn 3.000 giếng dầu, trong đó 2.000 sản xuất dầu ở các cấp độ công nghiệp. Baku xếp hạng là một trong những trung tâm lớn nhất cho việc sản xuất các thiết bị ngành công nghiệp dầu mỏ trước khi chiến tranh thế giới thứ II. Trận Stalingrad Chiến tranh thế giới thứ II đã được diễn ra để xác định xem ai sẽ có quyền kiểm soát của các mỏ dầu Baku. Năm mươi năm trước khi trận chiến diễn ra, Baku sản xuất một nửa nguồn cung cấp dầu của thế giới: Azerbaijan và Hoa Kỳ là hai nước duy nhất đã được sản xuất phần lớn dầu của thế giới.
Hiện tại, nền kinh tế dầu Baku trải qua một sự hồi sinh với sự phát triển của mỏ dầu Azeri-Chirag-Guneshli lớn (nước nông Gunashli SOCAR, còn mỏ sâu hơn của một tập đoàn dẫn đầu là BP), phát triển mỏ khí Shah Deniz, việc mở rộng kho cảng Sangachal và xây dựng các đường ống BTC.
Sở Giao dịch Chứng khoán Baku là sàn giao dịch chứng khoán lớn nhất Azerbaijan và lớn nhất trong khu vực Kavkaz tính theo giá trị vốn hóa thị trường. Một số lượng tương đối lớn của các công ty xuyên quốc gia đặt trụ sở chính tại Baku. Các ngân hàng quốc tế với chi nhánh tại Baku bao gồm HSBC, Société Générale và Crédit Suisse.

## Khí hậu
| Dữ liệu khí hậu của Baku                                                                   | Dữ liệu khí hậu của Baku | Dữ liệu khí hậu của Baku | Dữ liệu khí hậu của Baku | Dữ liệu khí hậu của Baku | Dữ liệu khí hậu của Baku | Dữ liệu khí hậu của Baku | Dữ liệu khí hậu của Baku | Dữ liệu khí hậu của Baku | Dữ liệu khí hậu của Baku | Dữ liệu khí hậu của Baku | Dữ liệu khí hậu của Baku | Dữ liệu khí hậu của Baku | Dữ liệu khí hậu của Baku |
| Tháng                                                                                      | 1                        | 2                        | 3                        | 4                        | 5                        | 6                        | 7                        | 8                        | 9                        | 10                       | 11                       | 12                       | Năm                      |
| ------------------------------------------------------------------------------------------ | ------------------------ | ------------------------ | ------------------------ | ------------------------ | ------------------------ | ------------------------ | ------------------------ | ------------------------ | ------------------------ | ------------------------ | ------------------------ | ------------------------ | ------------------------ |
| Trung bình ngày tối đa °C (°F)                                                             | 6.6 (43.9)               | 6.3 (43.3)               | 9.8 (49.6)               | 16.4 (61.5)              | 22.1 (71.8)              | 27.3 (81.1)              | 30.6 (87.1)              | 29.7 (85.5)              | 25.6 (78.1)              | 19.6 (67.3)              | 13.5 (56.3)              | 9.7 (49.5)               | 18.1 (64.6)              |
| Trung bình ngày °C (°F)                                                                    | 4.4 (39.9)               | 4.2 (39.6)               | 7.0 (44.6)               | 12.9 (55.2)              | 18.5 (65.3)              | 23.5 (74.3)              | 26.4 (79.5)              | 26.3 (79.3)              | 22.5 (72.5)              | 16.6 (61.9)              | 11.2 (52.2)              | 7.3 (45.1)               | 15.1 (59.2)              |
| Tối thiểu trung bình ngày °C (°F)                                                          | 2.1 (35.8)               | 2.0 (35.6)               | 4.2 (39.6)               | 9.4 (48.9)               | 14.9 (58.8)              | 19.7 (67.5)              | 22.2 (72.0)              | 22.9 (73.2)              | 19.4 (66.9)              | 13.6 (56.5)              | 8.8 (47.8)               | 4.8 (40.6)               | 12.0 (53.6)              |
| Lượng Giáng thủy trung bình mm (inches)                                                    | 21 (0.8)                 | 20 (0.8)                 | 21 (0.8)                 | 18 (0.7)                 | 18 (0.7)                 | 8 (0.3)                  | 2 (0.1)                  | 6 (0.2)                  | 15 (0.6)                 | 25 (1.0)                 | 30 (1.2)                 | 26 (1.0)                 | 210 (8.3)                |
| Số ngày giáng thủy trung bình (≥ 0.1 mm)                                                   | 6                        | 6                        | 5                        | 4                        | 3                        | 2                        | 1                        | 2                        | 2                        | 6                        | 6                        | 6                        | 49                       |
| Số ngày tuyết rơi trung bình (≥ 1 cm)                                                      | 4                        | 3                        | 0                        | 0                        | 0                        | 0                        | 0                        | 0                        | 0                        | 0                        | 0                        | 3                        | 10                       |
| Số giờ nắng trung bình tháng                                                               | 89.9                     | 89.0                     | 124.0                    | 195.0                    | 257.3                    | 294.0                    | 313.1                    | 282.1                    | 222.0                    | 145.7                    | 93.0                     | 102.3                    | 2.207,4                  |
| Nguồn: Tổ chức Khí tượng Thế giới (UN), Đài Thiên văn Hồng Kông với dữ liệu về số giờ nắng |                          |                          |                          |                          |                          |                          |                          |                          |                          |                          |                          |                          |                          |